# Corona 106
Corona 106 – amerykański satelita rozpoznawczy przeznaczony do wykonywania zdjęć powierzchni Ziemi. Trzydziesty statek serii KeyHole-4A tajnego programu CORONA. Cała misja przebiegła prawidłowo.

## Misja

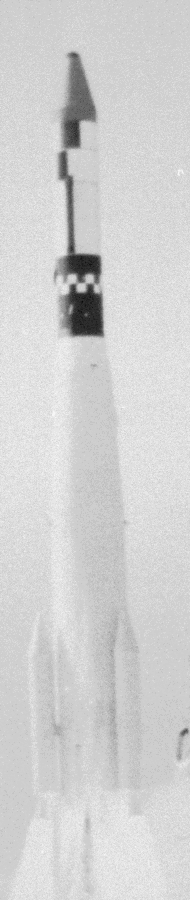
Start rakiety Thor SLV-2A Agena D z satelitą wywiadowczym Corona 106.

Kapsułę 1030-1 odzyskano po wykonaniu 81 okrążeń 14 marca 1966 na współrzędnych geograficznych 23°26′00″N 168°37′00″W/23,433333 -168,616667 (na zachód od Hawajów). Kapsułę 1030-2 odzyskano po 159 okrążeniach 19 marca 1966 na współrzędnych geograficznych 22°42′00″N 148°14′00″W/22,700000 -148,233333 (na północny wschód od Hawajów). Oba zestawy kamer pracowały normalnie. Satelita wykonał 65 przejść operacyjnych, 10 krajowych i 3 technicznych. Kamery zestawu nr 1 wykonały 5867, a zestawu nr 2 5986 zdjęć. Ok. 35% zdjęć odznaczało się występowaniem pokrywy chmur. Średnia rozdzielczość wszystkich zdjęć była niższa od najlepszych misji tej serii. Średnia użyteczność zdjęć była niska z powodu obecności zmętnienia (na zdjęciach z misji 1030-1 jedynie 2% zdjęć było czystych; z misji 1030-2 - 11%).
Zdjęcia z kapsuły nr 1 objęły łączną powierzchnię prawie 8 099 228 kwadratowych mil morskich (w tym 93 940 kw. mil morskich obszaru Polski). W przypadku zdjęć z kapsuły nr 2 było to 6 611 300 kw. mil morskich.